# Torneo de Santiago 1997
El Torneo de Santiago es un torneo de tenis que se jugó en arcilla. Se disputó en la ciudad de Santiago en las canchas de tenis del Complejo Mario Caracci Onetto, San Carlos de Apoquindo. Fue la 5.º edición oficial del torneo. Se realizó entre el 3 y el 9 de noviembre.

## Campeones

### Individuales Masculino
Julián Alonso venció a  Marcelo Ríos por 6-2 y 6-1

### Dobles Masculino
Jan Hendrik Davids /  Andrew Kratzmann vencieron a  Julián Alonso /  Nicolás Lapentti por 7-6, 5-7 y 6-4